# Teach Your Children
"Teach Your Children" é uma canção escrita por Graham Nash em 1968, enquanto era membro dos The Hollies. Foi inicialmente gravada para Crosby, Stills & Nash em 1969 e uma versão mais aprimorada para o álbum Déjà Vu por Crosby, Stills, Nash & Young, lançado em 1970. O grupo Hollies a gravaram ao vivo apenas em 1983. Alcançou a posição 16 na parada da Billboard Hot 100.  No Canadá, "Teach Your Children" alcançou a oitava posição. Ao analisar a música, Cashbox comentou sobre o "incrível brilho suave da harmonia" e o "material delicadamente composto". A revista Billboard o chamou de "uma balada suave com sabor country que deve ser um sucesso ainda maior nas paradas [do que 'Woodstock']". Stephen Stills deu à melodia seu "ritmo country", substituindo o estilo original de Nash.
Nash, que também é fotógrafo, associou a mensagem da letra a uma famosa foto de 1962 de Diane Arbus, Child with Toy Hand Grenade in Central Park, logo após escrever a canção. A imagem, que retrata uma criança com uma expressão de raiva segurando uma arma de brinquedo, levou Nash a refletir sobre as implicações sociais das mensagens transmitidas às crianças sobre a guerra e outras questões. A gravação apresenta Jerry Garcia na guitarra pedal steel. Ele aprendeu sozinho a tocar o instrumento durante sua participação nos New Riders of the Purple Sage.

## Paradas musicais

### Paradas semanais (1970)
| Parada (1970)                                 | Melhor posição |
| --------------------------------------------- | -------------- |
| Austrália KMR                                 | 11             |
| Canadá RPM Top Singles                        | 8              |
| Holanda (Single Top 100)                      | 7              |
| Nova Zelândia (Listener)                      | 19             |
| Estados Unidos (Billboard Hot 100)            | 16             |
| Estados Unidos (Billboard Adult Contemporary) | 28             |
| Estados Unidos (Cash Box Top 100)             | 16             |
| Estados Unidos (Record World Top 100)         | 16             |

### Paradas de fim de ano (1970)
| Paradas (1970)              | Posição |
| --------------------------- | ------- |
| Austrália                   | 81      |
| Canadá                      | 95      |
| Holanda                     | 68      |
| Estados Unidos (Pop Annual) | 129     |

## Versões
Em 1994, Crosby, Stills & Nash regravaram a canções com vocais dos convidados Suzy Bogguss, Alison Krauss e Kathy Mattea, intitulando a gravação como "The Red Hots". Esta versão foi incluída no álbum Red Hot + Country, um lançamento da Red Hot Organization em benefício da conscientização sobre a AIDS. A versão passou uma semana na parada Hot Country Songs em outubro de 1994, na posição 75.

## Na cultura popular
Em 1984, o candidato democrata Walter Mondale usou a canção em um comercial na campanha presidencial sobre controle de armas. Em 1985, foi usada com letras modificadas em um comercial de TV promovendo o uso da família de computadores pessoais Apple II nas escolas.